# Erika Feucht
Erika Feucht (née en 1938) est une égyptologue allemande.

## Biographie
Après avoir obtenu son baccalauréat en 1958 à l'école supérieure Sophie-Charlotte, elle a travaillé à l'institut d'égyptologie de l'université de Heidelberg depuis le 1er janvier 1966, d'abord dans le projet « Deutsche Forschungsgemeinschaft » (DFG) de mise en place et de rédaction du lexique d'égyptologie, puis pendant deux ans comme boursière d'habilitation, puis de nouveau dans le projet DFG des tombes thébaines. Ensuite, la professeure extraordinaire s'est occupée de la collection de l'institut d'égyptologie jusqu'en 2003.

## Publications
- Die königlichen Pektorale. Motive, Sinngehalt und Zweck, München 1967, (OCLC 74067945) (zugleich Dissertation, München 1967).
- Pektorale nichtköniglicher Personen (= Ägyptologische Abhandlungen. Band 22). Harrassowitz, Wiesbaden 1971,  (ISBN 3-447-01319-2).
- Das Grab des Nefersecheru. (TT 296) (= Theben. Band 2). von Zabern, Mainz am Rhein 1985,  (ISBN 3-8053-0825-6).
- Vom Nil zum Neckar. Kunstschätze Ägyptens aus pharaonischen und koptischen Zeit an der Universität Heidelberg. Springer, Berlin/Heidelberg/New York/London/Paris/Tokyo 1986,  (ISBN 3-540-16735-8).
- Das Kind im Alten Ägypten. Die Stellung des Kindes in Familie und Gesellschaft nach altägyptischen Texten und Darstellungen. Campus-Verlag, Frankfurt/New York 1995,  (ISBN 3-593-35277-X) (zugleich Habilitationsschrift, Heidelberg 1981).
- Die Gräber des Nedjemger (TT 138) und des Hori (TT259) (= Theben. Band 15). von Zabern, Mainz am Rhein 2006,  (ISBN 3-8053-3646-2).